# 坂上六郎
坂上 六郎（さかがみ ろくろう、1925年〈大正14年〉8月5日 - 2001年〈平成13年〉4月20日）は、日本の金属工学者。工学博士。東北大学名誉教授。専門は鉄鋼精錬学。

## 略歴
新潟県加茂市出身。1943年（昭和18年）3月に新潟中学校を卒業、1945年（昭和20年）3月に新潟高等学校を1年繰り上げ卒業、1948年（昭和23年）3月に東京大学第二工学部冶金学科を卒業、1953年（昭和28年）3月に大学院を修了。
1953年（昭和28年）4月に日曹製鋼に入社、1954年（昭和29年）9月に東京大学生産技術研究所に入所、1958年（昭和33年）7月に東北大学金属材料研究所講師に就任、1959年（昭和34年）5月に東北大学金属材料研究所助教授に就任、1961年（昭和36年）11月に東京大学から工学博士号を取得、1963年（昭和38年）6月から1964年（昭和39年）5月までドイツのマックス・プランク鉄鋼研究所に留学、1983年（昭和58年）4月に東北大学金属材料研究所教授に就任、1989年（平成元年）3月に東北大学を定年退官、東北大学名誉教授の称号を受称。
2001年（平成13年）4月20日午後9時50分に宮城県仙台市青葉区の病院で急性心筋梗塞のため死去、75歳没。

## 研究
鉄鋼の精錬および溶解・凝固に関する研究を行った。

## 栄典・表彰
- 1967年（昭和42年）4月05日 - 日本鉄鋼協会渡辺義介記念賞「溶融スラグならびに製鋼反応に関する冶金学的研究」[8]
- 2001年（平成13年）4月20日 - 従四位・勲三等瑞宝章[9]

## 論文
- CiNii収録論文 - CiNii

## 関連文献
- 「金研を去るにあたって」『IMRニュース』第4号、3頁、坂上六郎[著]、東北大学金属材料研究所[編]、東北大学金属材料研究所、1989年。